# Carinoma tremaphoros
Carinoma tremaphoros är en djurart som tillhör fylumet slemmaskar, och som beskrevs av Thompson 1900. Carinoma tremaphoros ingår i släktet Carinoma och familjen Carinomidae.
Artens utbredningsområde är Mexikanska golfen. Inga underarter finns listade i Catalogue of Life.